# Groove Guerrilla
Groove Guerrilla war eine deutsche Soul- und R&B-Band, die 2004 in Mannheim gegründet wurde und sich mittlerweile aufgelöst hat. Die Gruppe bestand aus sechs Mitgliedern: Nicole Hadfield (Gesang), Jan Himmelsbach (Keyboard, Fender Rhodes), Armin Dörfert (Bass), Milian Vogel (Saxophon, Schlagzeug), Nikolas Tillmann (Gitarre) und Jochen Haberkorn alias DJ Slick (Soundmischung). 
Im Jahr 2004 veröffentlichte Groove Guerrilla die Debütsingle Miss Thing über das Label Sony BMG. 2005 folgte die zweite Single My Philosophy. Das Debütalbum One Man Show, das am 4. Juli 2005 erschien, enthielt eine Mischung aus Up-Tempo-, Mid-Tempo- und Low-Tempo-Stücken.
Im Februar und März 2006 absolvierte die Band eine Tour durch Deutschland, um ihre Bekanntheit zu steigern.

## Diskografie

### Alben
- 2005: One Man Show

### Singles
- 2004: Miss Thing
- 2005: My Philosophy